# 홍천 괘석리 사사자 삼층석탑
홍천 괘석리 사사자 삼층석탑(洪川 掛石里 四獅子 三層石塔)은 대한민국 강원특별자치도 홍천군 홍천읍, 읍사무소에 있는 고려시대의 삼층석탑이다. 1971년 7월 7일 대한민국의 보물 제540호로 지정되었다.

## 개요
원래 두촌면 괘석리에 있던 탑으로, 현재의 자리인 홍천 군청 안으로 옮겨 세웠다. 탑이 서 있던 원래의 위치는 일대가 절터였을 것이나, 지금은 밭으로 변하고 주변에는 기와조각들만이 흩어져 있다.
탑은 2단의 기단(基壇)위에 3층의 탑신(塔身)을 올린 형태로, 4마리의 돌사자가 있어 4사자탑(四獅子塔)이라 부르고 있다. 아래층 기단의 각 면에는 안상(眼象)이 조각되어 있는데, 그 안에 꽃무늬조각이 장식되어 있어, 고려시대의 특징이 잘 담겨져 있다. 위층 기단에는 각 모서리에 돌사자 1마리씩을 두어 넓적한 윗돌을 받치게 하였는데, 이 탑의 가장 두드러진 특징이다. 이 사자들이 둘러싸고 있는 중앙의 바닥과 천장에는 연꽃받침대가 놓여 있어, 원래는 이곳에 불상이 있었던 것으로 여겨진다.
탑신부는 몸돌과 지붕돌을 각각 하나의 돌로 새겼다. 지붕돌은 밑면에 3단의 받침을 새겼고, 가파른 경사면 탓인지 얇고 밋밋하다. 네 귀퉁이는 살짝 젖혀져 뾰족하다. 탑의 꼭대기에는 머리장식으로 네모난 노반(露盤:머리장식받침)만 남아 있다.
전체적으로 곳곳에 파손된 부분이 있고, 닳은 흔적이 보이나 대체로 본 모습을 잘 갖추고 있다. 기단에서 보이는 안상 조각수법과 돌사자, 연꽃받침 및 지붕돌의 3단 받침 등에서 고려시대의 양식을 물씬 풍기고 있다. 각 재료의 구성이 통일신라의 방법을 많이 따르고 있지만 고려시대 중기 이후에 세워진 것으로 보인다.

## 사진

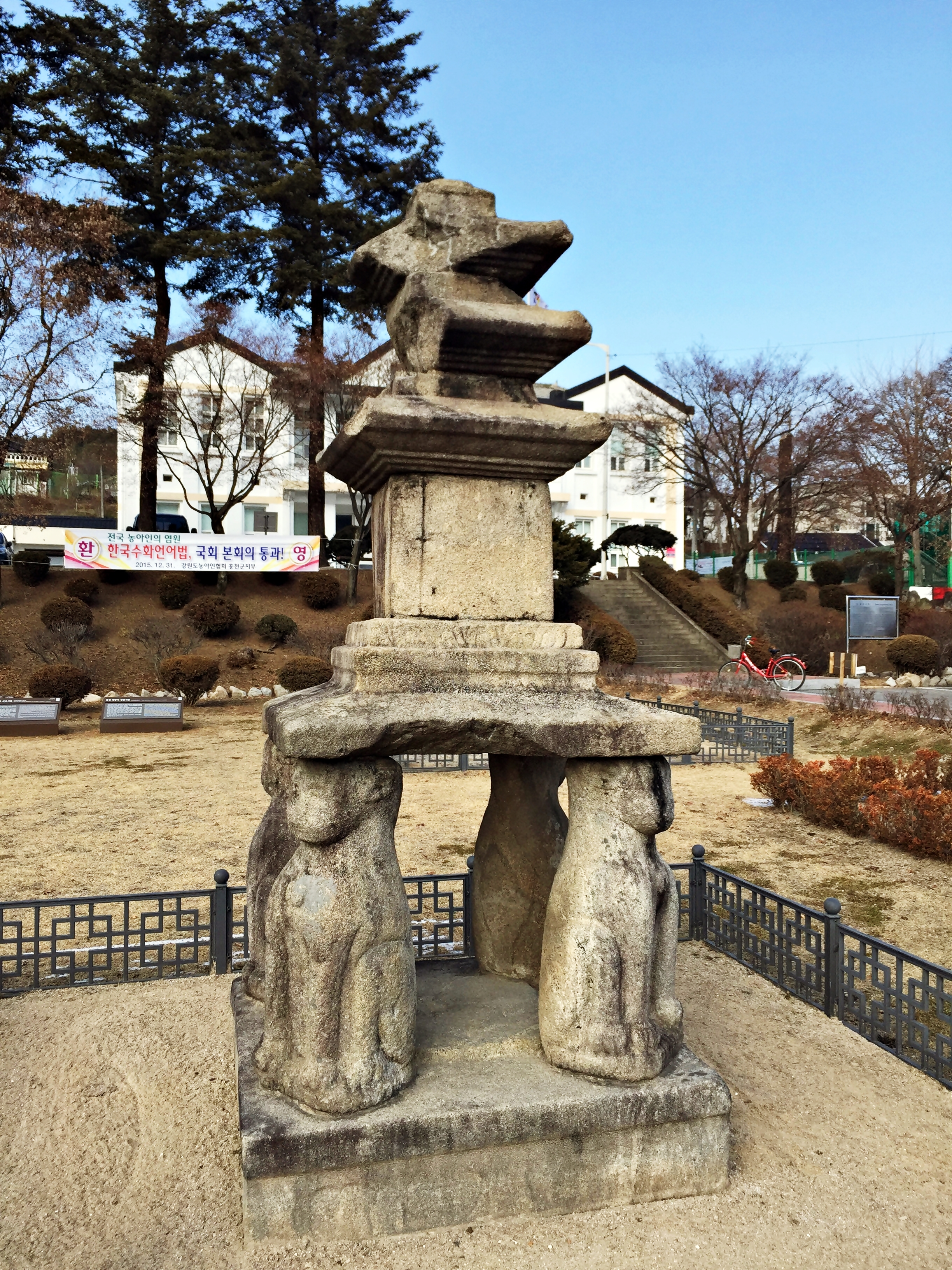
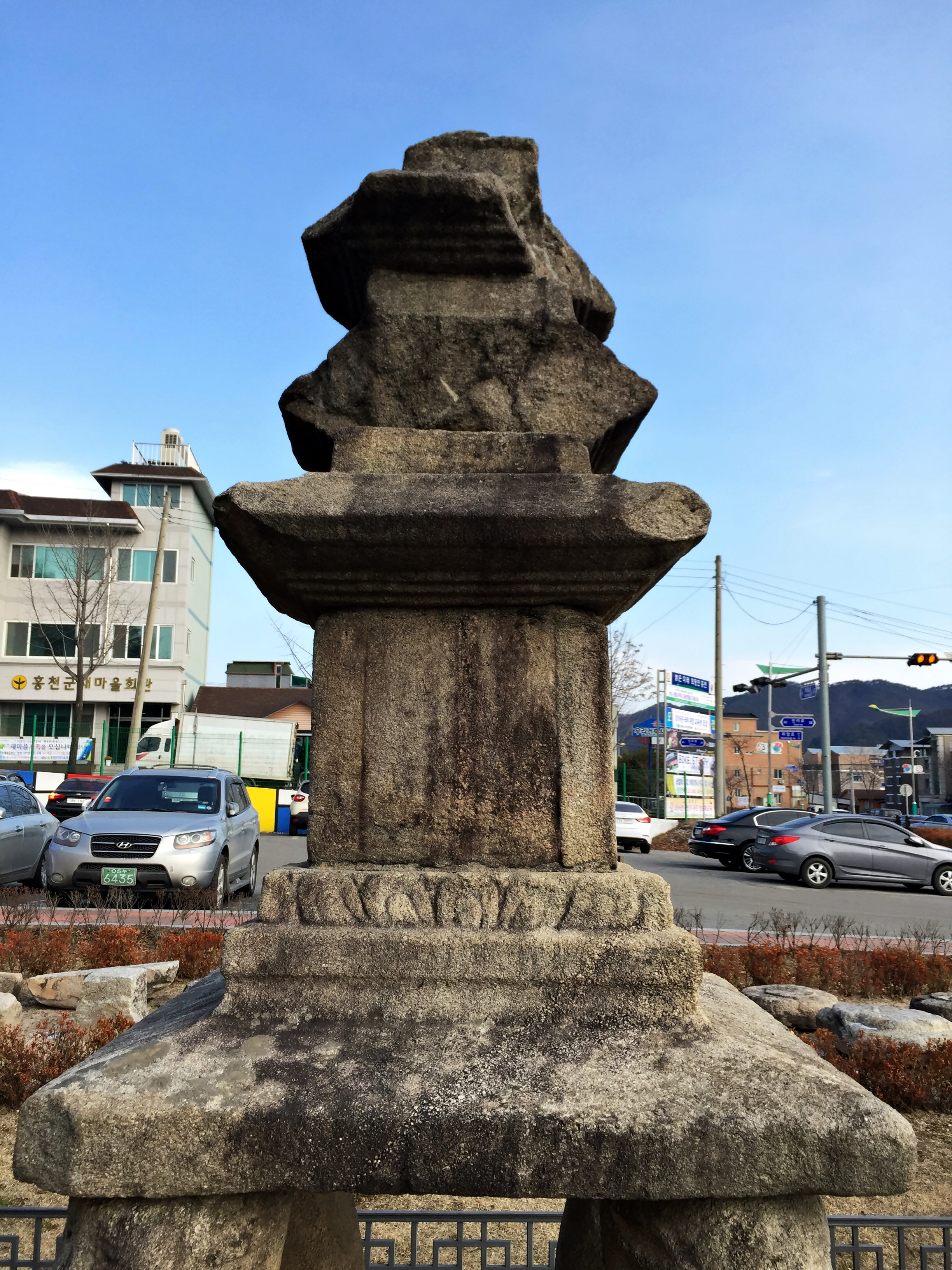
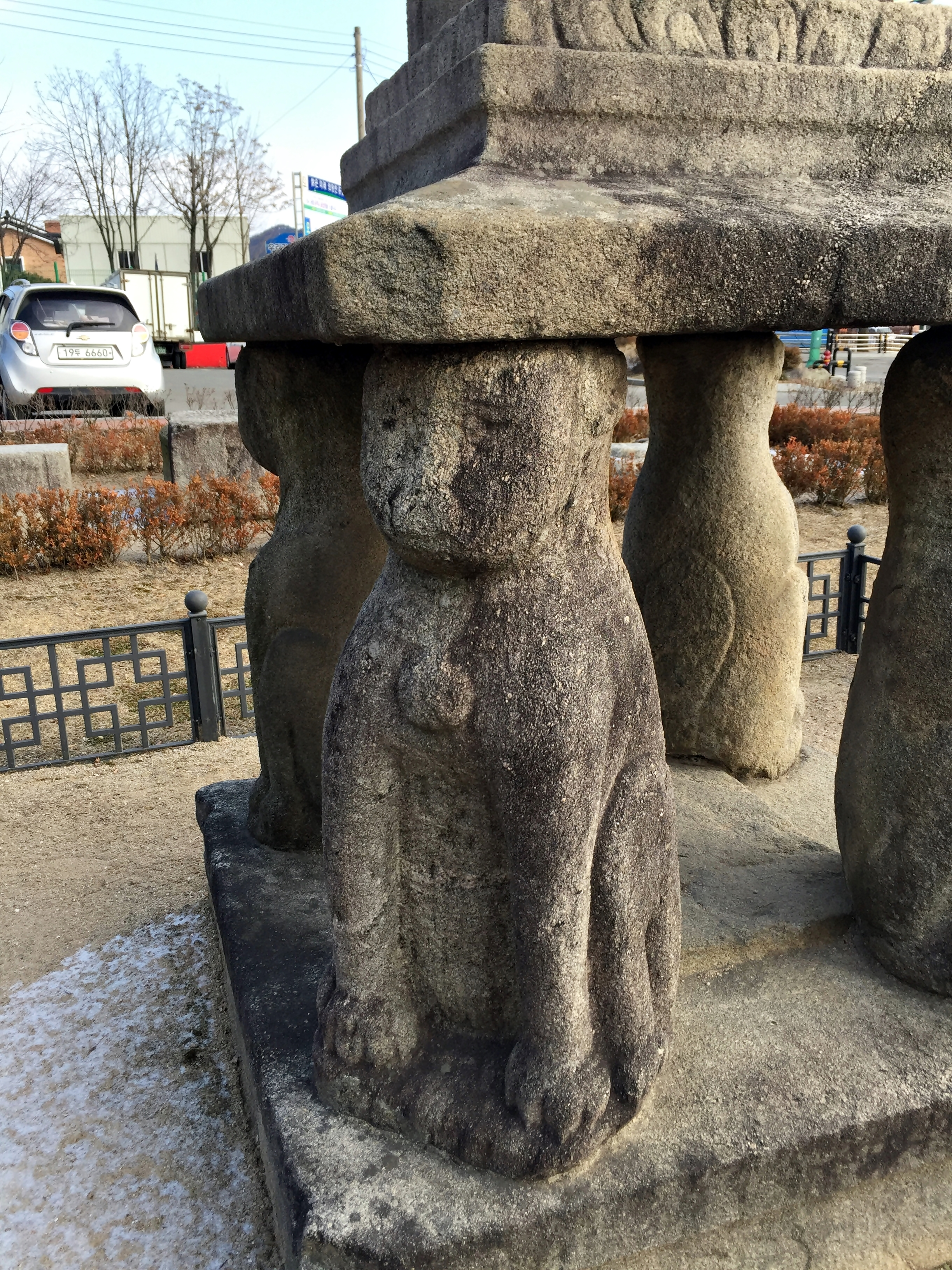
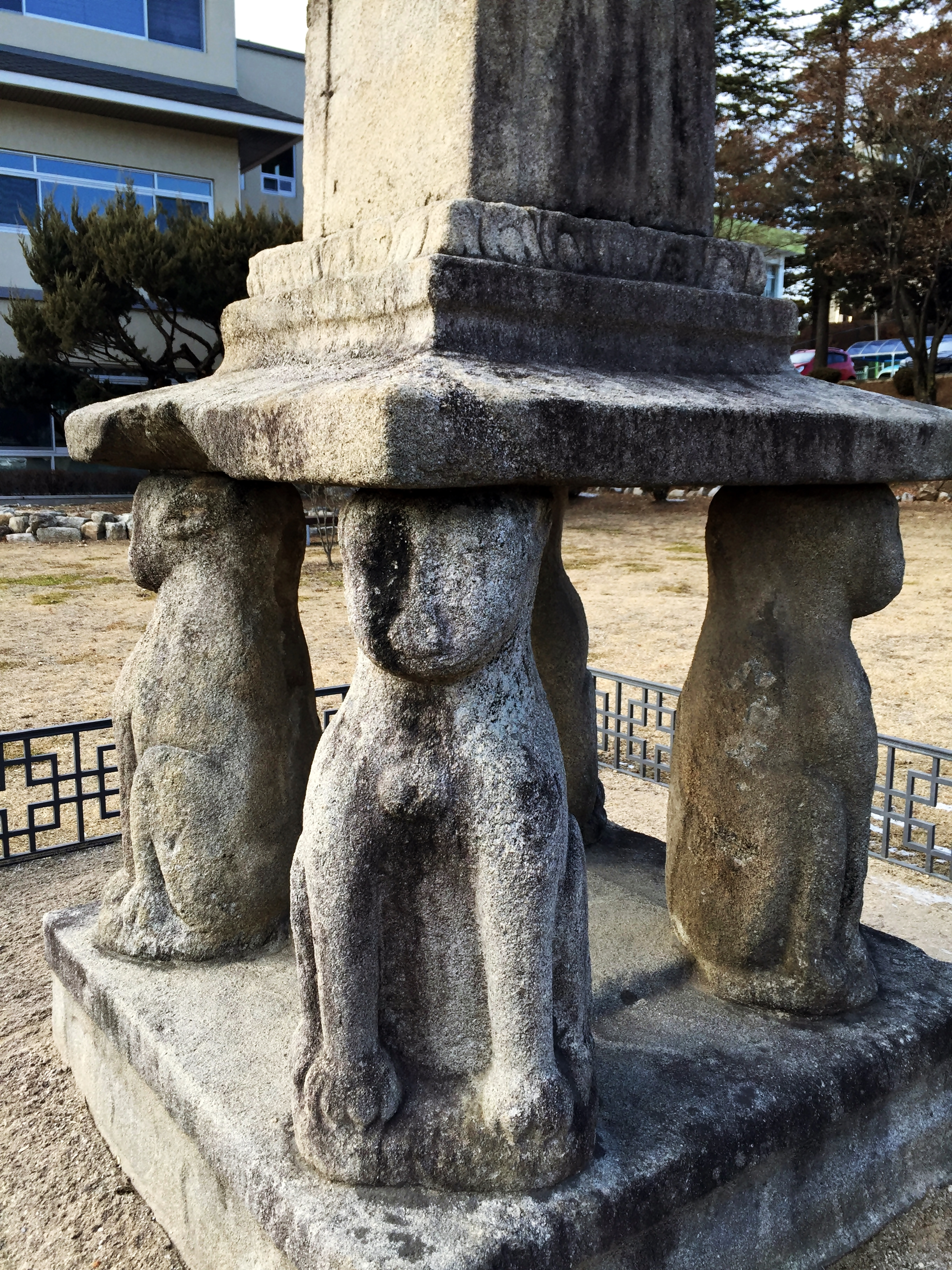
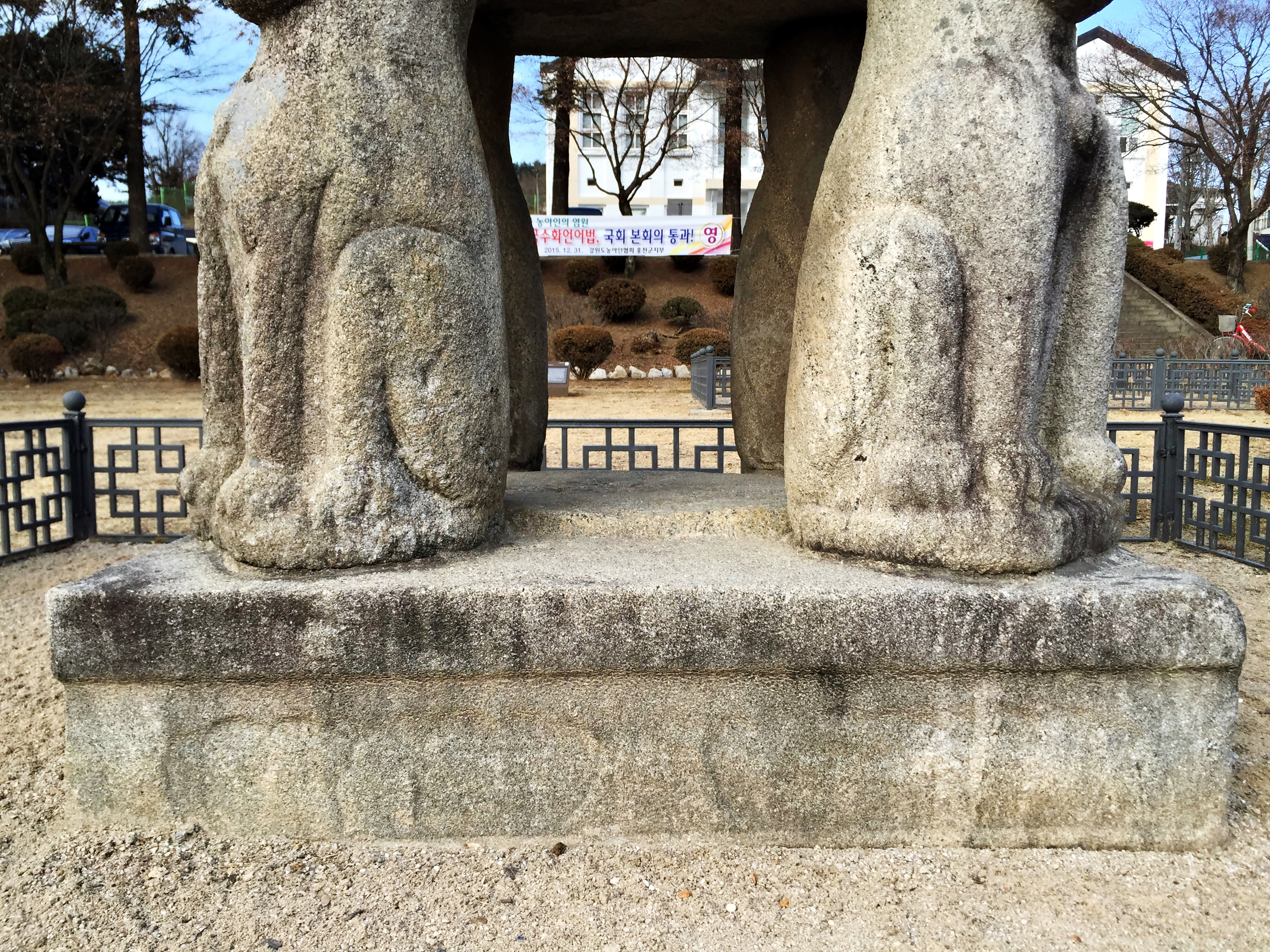
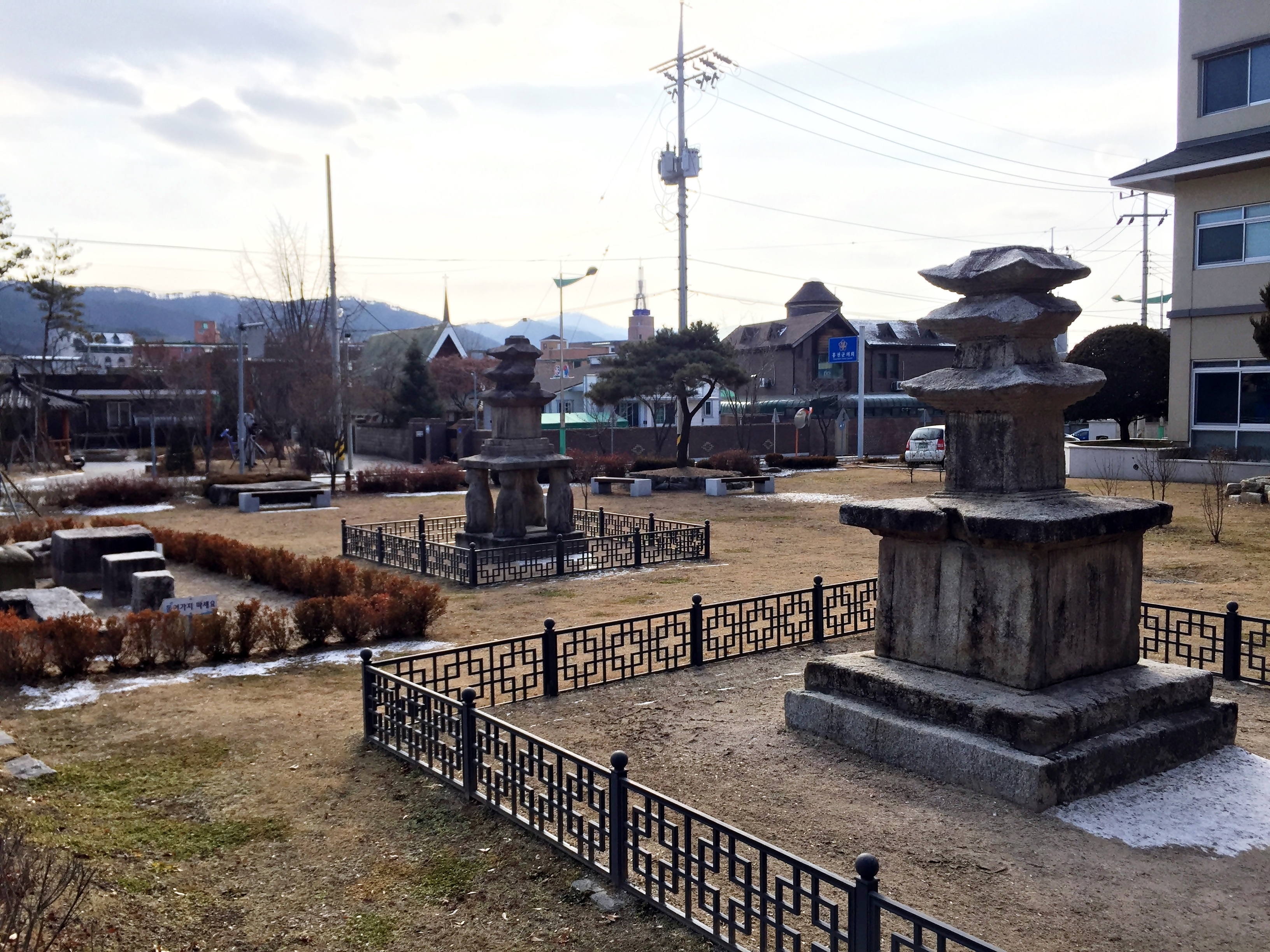

## 같이 보기
- 삼층석탑

## 참고 자료
- 홍천 괘석리 사사자 삼층석탑 - 국가유산청 국가유산포털